# Liste des joueurs du KSV Roulers
Cette liste reprend les 424 joueurs de football qui ont évolué au KSV Roulers depuis la fondation du club.
Date de mise à jour des joueurs et de leurs statistiques : 26 novembre 2012
- Haut – A
- B
- C
- D
- E
- F
- G
- H
- I
- J
- K
- L
- M
- N
- O
- P
- Q
- R
- S
- T
- U
- V
- W
- X
- Y
- Z

## A
| Joueur                | Nationalité | Position          | Date de naissance | Période(s) | Matches (dont D1) | Buts | Jaunes | Rouges |
| --------------------- | ----------- | ----------------- | ----------------- | ---------- | ----------------- | ---- | ------ | ------ |
| Driss Abdellah        | Belgique    | ?                 | 13/04/1964        | 1991-1992  | 5 (0)             | 0    | 2      | 0      |
| Izzet Akgül           | Belgique    | Attaquant         | 28/01/1982        | 2007-2008  | 18 (18)           | 4    | 4      | 1      |
| Driss Akouz           | Belgique    | Défenseur         | 25/02/1976        | 1998-1999  | 17 (0)            | 0    | 3      | 1      |
| Sami Allagui          | Tunisie     | Attaquant         | 28/05/1986        | 2006-2007  | 15 (15)           | 3    | 1      | 0      |
| Alison Santos Almeida | Brésil      | Attaquant         | 1/01/1988         | 2007-2008  | 0 (0)             | 0    | 0      | 0      |
| Steven Ameye          | Belgique    | ?                 | 25/06/1958        | 1982-1983  | 0 (0)             | 0    | 0      | 0      |
| Kevin Amond           | Belgique    | Attaquant         | 19/09/1984        | 2001-2004  | 42 (0)            | 7    | 7      | 1      |
| Maxime Annys          | Belgique    | Milieu de terrain | 24/07/1986        | 2004-2007  | 56 (39)           | 6    | 8      | 0      |
| Sergio Ariano         | Belgique    | ?                 | 27/10/1964        | 1988-1991  | 27 (0)            | 2    | 5      | 0      |
| Dirk Azou             | Belgique    | ?                 | 16/01/1958        | 1975-1984  | 0 (0)             | 0    | 0      | 0      |
| Nick Azou             | Belgique    | ?                 | 7/09/1984         | 2003-2005  | 7 (0)             | 0    | 0      | 0      |

## B
| Joueur                 | Nationalité | Position          | Date de naissance | Période(s) | Matches (dont D1) | Buts | Jaunes | Rouges |
| ---------------------- | ----------- | ----------------- | ----------------- | ---------- | ----------------- | ---- | ------ | ------ |
| Laurent Ballenghien    | Belgique    | ?                 | 15/12/1969        | 1997-2001  | 126 (0)           | 28   | 13     | 1      |
| Steve Barbé            | Belgique    | Milieu de terrain | 15/01/1979        | 2003-2007  | 89 (34)           | 8    | 4      | 1      |
| Flavio Barros-Souza    | Belgique    | ?                 | 23/01/1978        | 1999-2000  | 13 (0)            | 4    | 2      | 1      |
| Ivan Baudewijn         | Belgique    | ?                 | 14/12/1955        | 1978-1979  | 0 (0)             | 0    | 0      | 0      |
| Douglas Baughdelroy    | Belgique    | ?                 | ?                 | 1983-1984  | 0 (0)             | 0    | 0      | 0      |
| Bjorn Beauprez         | Belgique    | ?                 | 23/01/1987        | 2005-2007  | 13 (13)           | 0    | 1      | 0      |
| Arne Beeuwsaert        | Belgique    | ?                 | 8/05/1991         | 2010-2011  | 0 (0)             | 0    | 0      | 0      |
| Ricky Begeyn           | Belgique    | Gardien de but    | 20/08/1976        | 2000-2002  | 67 (0)            | 0    | 2      | 1      |
| Mohamed Benabou        | Belgique    | ?                 | 1/01/1963         | 1991-1993  | 46 (0)            | 13   | 2      | 0      |
| Houssine Benali        | Belgique    | ?                 | 15/08/1969        | 1998-1999  | 9 (0)             | 1    | 0      | 0      |
| Abdessalam Benjelloun  | Maroc       | Attaquant         | 28/01/1985        | 2008-2009  | 9 (9)             | 1    | 0      | 0      |
| Thierry Berghmans      | Belgique    | Gardien de but    | 7/11/1972         | 2001-2003  | 26 (0)            | 0    | 1      | 0      |
| Cédric Bétrémieux      | France      | Attaquant         | 14/05/1982        | 2008       | 13 (13)           | 2    | 1      | 0      |
| Geert Beyens           | Belgique    | ?                 | ?                 | 1982-1985  | 0 (0)             | 0    | 0      | 0      |
| Soufiane Bidaoui       | Maroc       | Attaquant         | 20/04/1990        | 2010-2011  | 11 (0)            | 2    | 0      | 0      |
| Wouter Biebauw         | Belgique    | Gardien de but    | 21/05/1984        | 2002-2008  | 40 (27)           | 0    | 1      | 0      |
| Christ Biebuyck        | Belgique    | ?                 | 29/06/1976        | 1995-1997  | 7 (0)             | 0    | 0      | 0      |
| Ahmed Biga             | Belgique    | ?                 | 9/05/1972         | 2001-2003  | 55 (0)            | 5    | 17     | 4      |
| Kenny Blancke          | Belgique    | ?                 | 10/07/1978        | 1995-1997  | 2 (0)             | 0    | 0      | 0      |
| Fernand Boone          | Belgique    | Gardien de but    | 1/08/1934         | 1971-1972  | 0 (0)             | 0    | 0      | 0      |
| Jurgen Bortier         | Belgique    | ?                 | 19/07/1973        | 1992-1994  | 42 (0)            | 5    | 2      | 0      |
| Louis Bostyn           | Belgique    | ?                 | 4/10/1993         | 2010-...   | 0 (0)             | 0    | 0      | 0      |
| Christian Bouckenooghe | Belgique    | ?                 | 7/02/1977         | 1997-2006  | 138 (6)           | 18   | 8      | 0      |
| Abdelhakim Bouhna      | Belgique    | ?                 | 24/05/1991        | 2012-...   | 0 (0)             | 0    | 0      | 0      |
| Jonathan Bourdon       | Belgique    | ?                 | 3/09/1981         | 2008-2010  | 3 (3)             | 0    | 0      | 0      |
| Norbert Bourgeois      | Belgique    | ?                 | 23/06/1935        | 1957-1960  | 30 (0)            | 5    | 0      | 0      |
| Tristan Bowen          | Belgique    | ?                 | 30/01/1991        | 2011-2012  | 24 (0)            | 3    | 4      | 1      |
| Gust Brouwers          | Belgique    | Défenseur         | 6/05/1907         | ?-1924     | 0 (0)             | 0    | 0      | 0      |
| Geert Bucket           | Belgique    | ?                 | 5/08/1957         | 1978-1979  | 0 (0)             | 0    | 0      | 0      |
| Jonas Buyse            | Belgique    | ?                 | 23/05/1991        | 2010-2011  | 5 (0)             | 0    | 0      | 0      |
| Frank Bynens           | Belgique    | ?                 | 24/04/1964        | 1988-1989  | 0 (0)             | 0    | 0      | 0      |

## C
| Joueur              | Nationalité        | Position          | Date de naissance | Période(s)           | Matches (dont D1) | Buts | Jaunes | Rouges |
| ------------------- | ------------------ | ----------------- | ----------------- | -------------------- | ----------------- | ---- | ------ | ------ |
| Claudio Caimi       | Argentine          | Attaquant         | 7/08/1967         | 1990-1992, 1993-1994 | 71 (0)            | 42   | 3      | 1      |
| Luc Callens         | Belgique           | ?                 | 2/12/1960         | 1988-1991            | 21 (0)            | 1    | 1      | 1      |
| Andy Callewaert     | Belgique           | ?                 | 10/05/1982        | 2000-2003            | 34 (0)            | 4    | 1      | 0      |
| Chris Capelle       | Belgique           | ?                 | 13/06/1985        | 2002-2005            | 0 (0)             | 0    | 0      | 0      |
| Kurt Carlier        | Belgique           | ?                 | 6/04/1981         | 2002-2003            | 0 (0)             | 0    | 0      | 0      |
| Pierre Carteus      | Belgique           | Attaquant         | 24/09/1943        | 1964-1966            | 0 (0)             | 0    | 0      | 0      |
| Zinou Chergui       | Belgique           | ?                 | 17/12/1983        | 2010-2011            | 14 (0)            | 0    | 3      | 0      |
| Hans Claeys         | Belgique           | ?                 | 5/10/1973         | 1990-1997            | 47 (0)            | 0    | 0      | 0      |
| Rik Claeys          | Belgique           | Milieu de terrain | 9/05/1969         | 1996-1997            | 25 (0)            | 3    | 2      | 0      |
| Roger Claeys        | Belgique           | Milieu de terrain | 6/03/1924         | 1957-1959            | 0 (0)             | 0    | 0      | 0      |
| Eddy Clinckemaille  | Belgique           | ?                 | ?                 | 1982-1983            | 0 (0)             | 0    | 0      | 0      |
| Serge Collie        | Belgique           | ?                 | 8/10/1963         | 1985-1986            | 0 (0)             | 0    | 0      | 0      |
| Tom Colpaert        | Belgique           | Défenseur         | 28/02/1970        | 1990-1999            | 137 (0)           | 8    | 17     | 0      |
| Edward Cool         | Belgique           | ?                 | 20/03/1970        | 1992-1993            | 13 (0)            | 0    | 1      | 0      |
| Janis Coppin        | Belgique           | Attaquant         | 11/05/1988        | 2006-2007            | 0 (0)             | 0    | 0      | 0      |
| Emmanuel Coquelet   | France             | Attaquant         | 27/02/1975        | 2005-2006            | 12 (12)           | 2    | 0      | 0      |
| Dany Couvreur       | Belgique           | ?                 | 8/04/1959         | 1982-1999            | 116 (0)           | 0    | 5      | 2      |
| Francis Couvreur    | Belgique           | Attaquant         | 11/12/1968        | 1996-1998            | 0 (0)             | 0    | 0      | 02     |
| Mehmedalija Čović   | Bosnie-Herzégovine | Défenseur         | 16/03/1986        | 2007-2008            | 8 (8)             | 0    | 1      | 0      |
| Lieven Craeymeersch | Belgique           | ?                 | 17/04/1977        | 1995-1999            | 46 (0)            | 5    | 2      | 0      |
| Roger Croes         | Belgique           | ?                 | 3/05/1937         | 1954-1960            | 19 (0)            | 3    | 0      | 0      |

## D
| Joueur                | Nationalité | Position          | Date de naissance | Période(s) | Matches (dont D1) | Buts | Jaunes | Rouges |
| --------------------- | ----------- | ----------------- | ----------------- | ---------- | ----------------- | ---- | ------ | ------ |
| Nasser Daineche       | Belgique    | ?                 | 6/05/1982         | 2008-2009  | 14 (14)           | 0    | 2      | 0      |
| Olivier De Cock       | Belgique    | Défenseur         | 9/11/1975         | 2010-2011  | 17 (0)            | 0    | 6      | 1      |
| Björn De Coninck      | Belgique    | Défenseur         | 20/07/1977        | 2005-2006  | 13 (13)           | 1    | 3      | 0      |
| Freddy De Coninck     | Belgique    | Défenseur         | 26/02/1946        | 1973-1975  | 0 (0)             | 0    | 0      | 0      |
| Gino De Craene        | Belgique    | ?                 | 7/11/1957         | 1981-1982  | 0 (0)             | 0    | 0      | 0      |
| Sébastien De Meersman | Belgique    | ?                 | 30/12/1970        | 1999-2000  | 10 (0)            | 1    | 0      | 0      |
| Niels De Meulemeester | Belgique    | Gardien de but    | 10/06/1989        | 2006-2008  | 0 (0)             | 0    | 0      | 0      |
| Geert De Muynck       | Belgique    | ?                 | 5/08/1950         | 1969-1971  | 0 (0)             | 0    | 0      | 0      |
| Sven De Rechter       | Belgique    | ?                 | 25/10/1991        | 2010-...   | 52 (0)            | 8    | 8      | 0      |
| Hans De Schrijver     | Belgique    | ?                 | 15/11/1965        | 1997-1998  | 27 (0)            | 0    | 0      | 0      |
| Carlos De Steur       | Belgique    | ?                 | 7/11/1942         | 1965-1968  | 0 (0)             | 0    | 0      | 0      |
| Denis De Tand         | Belgique    | ?                 | 31/08/1962        | 1981-1984  | 0 (0)             | 0    | 0      | 0      |
| Koen De Vleeschauwer  | Belgique    | Défenseur         | 12/05/1971        | 2005-2008  | 83 (83)           | 12   | 13     | 1      |
| Paul De Waele         | Belgique    | ?                 | ?                 | 1969-1970  | 0 (0)             | 0    | 0      | 0      |
| Bjorn De Wilde        | Belgique    | ?                 | 1/05/1979         | 2008-2009  | 8 (8)             | 0    | 0      | 0      |
| Bjorn Debackere       | Belgique    | ?                 | 8/10/1980         | 1999-2000  | 0 (0)             | 0    | 0      | 0      |
| Peter Debel           | Belgique    | ?                 | 30/07/1975        | 1991-1995  | 51 (0)            | 6    | 4      | 0      |
| Danny Debouver        | Belgique    | ?                 | 3/01/1963         | 1984-1985  | 0 (0)             | 0    | 0      | 0      |
| Glenn Decaesstecker   | Belgique    | Gardien de but    | 12/12/1975        | 1998-1999  | 7 (0)             | 0    | 0      | 0      |
| Frederik Declercq     | Belgique    | ?                 | 16/06/1983        | 2011-...   | 33 (0)            | 4    | 8      | 0      |
| Julien Dedeurwaarder  | Belgique    | ?                 | 10/09/1932        | 1952-1960  | 28 (0)            | 3    | 0      | 0      |
| Jurgen Defever        | Belgique    | ?                 | 12/07/1979        | 1998-2001  | 3 (0)             | 0    | 0      | 0      |
| Andy Degryse          | Belgique    | ?                 | 4/08/1971         | 1992-1993  | 17 (0)            | 1    | 1      | 0      |
| Bjorn Degryse         | Belgique    | ?                 | 12/04/1977        | 1993-1998  | 45 (0)            | 9    | 1      | 1      |
| Guy Dejaeghere        | Belgique    | ?                 | 5/07/1965         | 1984-1991  | 10 (0)            | 26   | 3      | 0      |
| Steven Delaey         | Belgique    | ?                 | 26/02/1975        | 1996-1997  | 17 (0)            | 2    | 0      | 0      |
| Giovanni Delannoy     | Belgique    | ?                 | 8/03/1993         | 2011-...   | 6 (0)             | 0    | 2      | 0      |
| Kurt Delesie          | Belgique    | ?                 | 9/09/1962         | 1987-1988  | 0 (0)             | 0    | 0      | 0      |
| Martin Delrue         | Belgique    | ?                 | 11/11/1967        | 1991-1996  | 88 (0)            | 1    | 7      | 0      |
| Olivier Demaitre      | Belgique    | ?                 | 14/03/1992        | 2011-...   | 0 (0)             | 0    | 0      | 0      |
| Sadio Demba           | Belgique    | ?                 | 2/12/1965         | 1988-1994  | 89 (0)            | 11   | 5      | 0      |
| Boubacar Dembele      | Belgique    | ?                 | 1/03/1982         | 2008-2010  | 15 (15)           | 1    | 4      | 0      |
| Bart Demeulenaere     | Belgique    | ?                 | 16/11/1971        | 1988-1997  | 146 (0)           | 4    | 17     | 1      |
| Koen Demeulenaere     | Belgique    | ?                 | ?                 | 1985-1986  | 0 (0)             | 0    | 0      | 0      |
| York Demeulenaere     | Belgique    | ?                 | 18/10/1962        | 1985-1988  | 0 (0)             | 0    | 0      | 0      |
| Olivier Demeyer       | Belgique    | ?                 | 20/05/1976        | 1996-1998  | 0 (0)             | 0    | 0      | 0      |
| Rudy Demeyere         | Belgique    | Gardien de but    | 12/07/1956        | 1989-1991  | 19 (0)            | 0    | 0      | 0      |
| Filip Demol           | Belgique    | ?                 | ?                 | 1984-1985  | 0 (0)             | 0    | 0      | 0      |
| Kurt Deneir           | Belgique    | ?                 | 14/11/1969        | 1986-1988  | 0 (0)             | 0    | 0      | 0      |
| Jochen Denorme        | Belgique    | ?                 | 4/06/1982         | 1999-2000  | 1 (0)             | 0    | 0      | 0      |
| Daan Depever          | Belgique    | ?                 | 17/01/1989        | 2009-2011  | 26 (11)           | 0    | 5      | 0      |
| Geert Depoorter       | Belgique    | ?                 | 10/09/1963        | 1982-1985  | 0 (0)             | 0    | 0      | 0      |
| Joeri Dequevy         | Belgique    | Milieu de terrain | 27/04/1988        | 2006-2010  | 52 (52)           | 5    | 8      | 0      |
| Hendrik Derck         | Belgique    | ?                 | 11/12/1974        | 1991-1992  | 5 (0)             | 0    | 2      | 0      |
| Rodrigue Derycke      | Belgique    | ?                 | 24/08/1973        | 1996-1998  | 55 (0)            | 3    | 5      | 0      |
| Henny Desmet          | Belgique    | ?                 | 19/04/1975        | 1997-1998  | 0 (0)             | 0    | 0      | 0      |
| Chris Desomer         | Belgique    | ?                 | 11/06/1968        | 1994-2001  | 191 (0)           | 24   | 24     | 1      |
| Andre Desreumaux      | Belgique    | ?                 | ?                 | 1963-1967  | 0 (0)             | 0    | 0      | 0      |
| Cyril Detremmerie     | Belgique    | ?                 | 20/06/1985        | 2002-2007  | 74 (11)           | 7    | 1      | 0      |
| Dieter Dever          | Belgique    | Défenseur         | 12/01/1980        | 1998-2001  | 90 (0)            | 7    | 8      | 0      |
| Bart Devinck          | Belgique    | ?                 | 17/07/1986        | 2006-2007  | 0 (0)             | 0    | 0      | 0      |
| Sebastien Dewaest     | Belgique    | ?                 | 27/05/1991        | 2010-...   | 27 (0)            | 0    | 3      | 0      |
| Lander Deweer         | Belgique    | ?                 | 4/05/1985         | 2003-2006  | 19 (0)            | 1    | 2      | 0      |
| Patrick Deweerdt      | Belgique    | ?                 | ?                 | 1983-1984  | 0 (0)             | 0    | 0      | 0      |
| Philip D'Haemers      | Belgique    | ?                 | 11/01/1963        | 1987-1988  | 0 (0)             | 0    | 0      | 0      |
| Benny D'Haene         | Belgique    | ?                 | ?                 | 1984-1987  | 0 (0)             | 0    | 0      | 0      |
| Éric D'Haene          | Belgique    | ?                 | 25/06/1949        | 1971-1973  | 26 (0)            | 1    | 0      | 0      |
| Oswald D'Hondt        | Belgique    | ?                 | 27/09/1921        | 1948-1950  | 0 (0)             | 0    | 0      | 0      |
| Dominique D'Hooge     | Belgique    | ?                 | 12/08/1977        | 2001-2003  | 60 (0)            | 5    | 12     | 0      |
| Dick D'Hoore          | Belgique    | ?                 | 20/11/1968        | 1989-1990  | 0 (0)             | 0    | 0      | 0      |
| Anthony Di Lallo      | Belgique    | Attaquant         | 14/09/1988        | 2011-2014  | 34 (0)            | 14   | 2      | 0      |
| José Diaz Y Rodriguez | Belgique    | ?                 | 12/10/1958        | 1984-1985  | 0 (0)             | 0    | 0      | 0      |
| Patrick Dieltjens     | Belgique    | Attaquant         | 31/08/1958        | 1986-1988  | 0 (0)             | 24   | 0      | 0      |
| Mahamadou Dissa       | Mali        | Attaquant         | 18/05/1979        | 2007-2011  | 120 (86)          | 39   | 2      | 1      |
| Goran Djordjevic      | Belgique    | ?                 | 9/08/1963         | 1989-1992  | 5 (0)             | 0    | 0      | 0      |
| Kees Dorretaal        | Belgique    | ?                 | ?                 | 1983-1984  | 0 (0)             | 0    | 0      | 0      |
| Vadim Dotsenko        | Belgique    | ?                 | 3/06/1988         | 2009-2011  | 36 (6)            | 3    | 2      | 0      |
| Peter Dousy           | Belgique    | ?                 | 16/08/1963        | 1983-1995  | 134 (0)           | 2    | 11     | 1      |
| Sébastien Dufoor      | Belgique    | ?                 | 7/07/1981         | 2005-2007  | 53 (53)           | 10   | 11     | 0      |
| Frédéric Dupré        | Belgique    | Défenseur         | 12/05/1979        | 2000-2001  | 12 (0)            | 0    | 3      | 0      |
| Soren Dutoit          | Belgique    | ?                 | 6/05/1991         | 2009-2011  | 12 (0)            | 0    | 1      | 1      |

## E
| Joueur                | Nationalité | Position          | Date de naissance | Période(s) | Matches (dont D1) | Buts | Jaunes | Rouges |
| --------------------- | ----------- | ----------------- | ----------------- | ---------- | ----------------- | ---- | ------ | ------ |
| Gustave Eeckeman      | Belgique    | Milieu de terrain | 28/11/1918        | 1946-1947  | 0 (0)             | 0    | 0      | 0      |
| Thierry Eeckman       | Belgique    | ?                 | 26/10/1974        | 2003-2004  | 30 (0)            | 1    | 3      | 0      |
| Chemcedine El Araichi | Maroc       | Défenseur         | 18/05/1981        | 2004-2008  | 110 (81)          | 2    | 18     | 0      |
| Samir El Gaaouiri     | Belgique    | ?                 | 28/05/1984        | 2009-2010  | 19 (19)           | 4    | 1      | 0      |
| Wagneau Eloi          | Haïti       | Attaquant         | 11/09/1973        | 2005-2007  | 36 (36)           | 15   | 1      | 0      |
| Geert Emmerechts      | Belgique    | Défenseur         | 5/05/1968         | 2000-2002  | 51 (0)            | 1    | 4      | 1      |
| Steffen Ernemann      | Belgique    | ?                 | 26/04/1982        | 2010-2011  | 28 (0)            | 8    | 8      | 1      |
| Luc Espeel            | Belgique    | ?                 | 15/04/1959        | 1977-1978  | 0 (0)             | 0    | 0      | 0      |
| Yannick Euvrard       | Belgique    | ?                 | 17/01/1986        | 2011-...   | 30 (0)            | 0    | 5      | 0      |
| Stijn Everaerdt       | Belgique    | ?                 | 3/06/1982         | 1999-2001  | 1 (0)             | 0    | 0      | 0      |
| Holmar Orn Eyjolfsson | Belgique    | ?                 | 6/08/1990         | 2009-2010  | 9 (9)             | 0    | 3      | 0      |

## F
| Joueur        | Nationalité | Position          | Date de naissance | Période(s) | Matches (dont D1) | Buts | Jaunes | Rouges |
| ------------- | ----------- | ----------------- | ----------------- | ---------- | ----------------- | ---- | ------ | ------ |
| Teslim Fatusi | Nigeria     | Milieu de terrain | 17/09/1977        | 2000-2001  | 7 (0)             | 2    | 1      | 1      |
| Didier Frenay | Belgique    | Milieu de terrain | 9/04/1966         | 1999-2000  | 9 (0)             | 3    | 1      | 0      |
| Florin Frunza | Hongrie     | Attaquant         | 30/08/1970        | 1997-2002  | 103 (0)           | 28   | 15     | 3      |

## G
| Joueur              | Nationalité | Position          | Date de naissance | Période(s) | Matches (dont D1) | Buts | Jaunes | Rouges |
| ------------------- | ----------- | ----------------- | ----------------- | ---------- | ----------------- | ---- | ------ | ------ |
| Stephen Geldhof     | Belgique    | ?                 | 5/03/1973         | 1999-2001  | 35 (0)            | 0    | 5      | 1      |
| Hans Gerard         | Belgique    | ?                 | 1/04/1936         | 1962-1965  | 0 (0)             | 0    | 0      | 0      |
| Eric Gevaere        | Belgique    | ?                 | 23/11/1948        | 1974-1976  | 0 (0)             | 0    | 0      | 0      |
| Luc Gezels          | Belgique    | ?                 | ?                 | 1969-1970  | 0 (0)             | 0    | 0      | 0      |
| Geoffrey Ghesquière | Belgique    | Milieu de terrain | 6/12/1989         | 2009-2010  | 0 (0)             | 0    | 0      | 0      |
| Bastiaan Gheysen    | Belgique    | ?                 | 19/04/1988        | 2007-2008  | 0 (0)             | 0    | 0      | 0      |
| Raymond Goethals    | Belgique    | ?                 | 15/10/1929        | 1949-1960  | 17 (0)            | 1    | 0      | 0      |
| Robert Goethals     | Belgique    | ?                 | 16/07/1922        | 1952-1955  | 0 (0)             | 0    | 0      | 0      |
| Harrie Gommans      | Pays-Bas    | Attaquant         | 20/02/1983        | 2008-2009  | 2 (2)             | 0    | 1      | 0      |
| Bart Goossens       | Belgique    | ?                 | 5/01/1985         | 2008-2010  | 15 (15)           | 0    | 0      | 1      |
| Ludovic Govoni      | Belgique    | Gardien de but    | 29/09/1984        | 2009-2010  | 0 (0)             | 0    | 0      | 0      |
| Cédric Guiro        | Belgique    | ?                 | 6/04/1990         | 2010-...   | 35 (0)            | 4    | 13     | 0      |

## H
| Joueur             | Nationalité | Position          | Date de naissance | Période(s) | Matches (dont D1) | Buts | Jaunes | Rouges |
| ------------------ | ----------- | ----------------- | ----------------- | ---------- | ----------------- | ---- | ------ | ------ |
| Patrick Haeke      | Belgique    | ?                 | 16/06/1958        | 1979-1980  | 0 (0)             | 0    | 0      | 0      |
| Romain Haghedooren | Belgique    | ?                 | 28/09/1986        | 2012-...   | 0 (0)             | 0    | 0      | 0      |
| Sergio Hellings    | Pays-Bas    | Milieu de terrain | 11/10/1984        | 2009-2011  | 15 (14)           | 0    | 0      | 2      |
| Kenneth Hemeryck   | Belgique    | ?                 | 18/05/1991        | 2010-2011  | 0 (0)             | 0    | 0      | 0      |
| Adil Hermach       | Maroc       | Milieu de terrain | 27/06/1986        | 2007-2008  | 11 (11)           | 0    | 2      | 0      |
| Bruno Herman       | Belgique    | ?                 | 21/03/1981        | 1986-1987  | 0 (0)             | 0    | 0      | 0      |
| Benny Heytens      | Belgique    | ?                 | 9/12/1977         | 1996-1997  | 0 (0)             | 0    | 0      | 0      |
| Janne Hietanen     | Finlande    | Défenseur         | 2/06/1978         | 2008-2009  | 14 (14)           | 2    | 1      | 0      |
| Jonathan Hochepied | Belgique    | Gardien de but    | 19/08/1986        | 2005-2006  | 0 (0)             | 0    | 0      | 0      |
| Jan Hoebeeck       | Belgique    | ?                 | 8/01/1958         | 1987-1988  | 0 (0)             | 0    | 0      | 0      |
| Kris Holvoet       | Belgique    | ?                 | 17/02/1975        | 1995-1997  | 0 (0)             | 0    | 0      | 0      |
| Stefaan Holvoet    | Belgique    | ?                 | 13/01/1963        | 1984-1985  | 0 (0)             | 0    | 0      | 0      |
| Gene Houthaeve     | Belgique    | ?                 | 20/08/1976        | 1994-1998  | 13 (0)            | 0    | 1      | 0      |
| Thomas Hovine      | Belgique    | Milieu de terrain | 12/12/1990        | 2009-2010  | 1 (1)             | 0    | 0      | 0      |
| Jan Huygens        | Belgique    | ?                 | 26/10/1976        | 2003-2004  | 31 (0)            | 13   | 0      | 0      |
| Jérémy Huyghebaert | Belgique    | Défenseur         | 7/01/1989         | 2008-2012  | 72 (43)           | 0    | 20     | 0      |

## I
| Joueur           | Nationalité | Position  | Date de naissance | Période(s) | Matches (dont D1) | Buts | Jaunes | Rouges |
| ---------------- | ----------- | --------- | ----------------- | ---------- | ----------------- | ---- | ------ | ------ |
| Manasseh Ishiaku | Nigeria     | Attaquant | 9/01/1983         | 2000-2002  | 34 (0)            | 7    | 1      | 1      |

## J
| Joueur                   | Nationalité | Position          | Date de naissance | Période(s) | Matches (dont D1) | Buts | Jaunes | Rouges |
| ------------------------ | ----------- | ----------------- | ----------------- | ---------- | ----------------- | ---- | ------ | ------ |
| Peter Jacobs             | Belgique    | ?                 | 22/09/1971        | 1999-2000  | 11 (0)            | 0    | 1      | 0      |
| Mourad Jalliti           | Belgique    | ?                 | 7/02/1982         | 2008-2009  | 3 (3)             | 0    | 0      | 0      |
| Marc Janssen             | Belgique    | ?                 | 8/02/1974         | 2000-2001  | 22 (0)            | 0    | 2      | 0      |
| Collins John             | Pays-Bas    | Attaquant         | 17/11/1985        | 2009-2010  | 11 (11)           | 0    | 0      | 0      |
| Éric Joly                | France      | Milieu de terrain | 6/10/1972         | 2005-2007  | 13 (13)           | 0    | 2      | 0      |
| Kris Jonckheere          | Belgique    | ?                 | 11/12/1963        | 1986-1989  | 0 (0)             | 0    | 0      | 0      |
| Mackim Joos              | Belgique    | ?                 | 24/03/1993        | 2010-...   | 19 (0)            | 0    | 7      | 1      |
| Glenn Joosens            | Belgique    | ?                 | 28/03/1976        | 1997-1998  | 2 (0)             | 0    | 0      | 0      |
| Jonathan Joseph-Augustin | France      | Défenseur         | 13/05/1981        | 2007-2008  | 14 (14)           | 1    | 2      | 0      |

## K
| Joueur             | Nationalité                      | Position          | Date de naissance | Période(s) | Matches (dont D1) | Buts | Jaunes | Rouges |
| ------------------ | -------------------------------- | ----------------- | ----------------- | ---------- | ----------------- | ---- | ------ | ------ |
| Junior Kabananga   | République démocratique du Congo | Attaquant         | 4/04/1989         | 2012-2013  | 30 (0)            | 5    | 0      | 0      |
| Dieudonné Kalulika | République démocratique du Congo | Milieu de terrain | 10/01/1983        | 2008       | 7 (5)             | 0    | 1      | 0      |
| Koen Kindt         | Belgique                         | ?                 | 15/08/1963        | 1986-1987  | 0 (0)             | 0    | 0      | 0      |
| Lorenz Kindtner    | Australie                        | Défenseur         | 13/10/1971        | 2000-2003  | 78 (0)            | 5    | 8      | 2      |
| Gregory Knockaert  | Belgique                         | ?                 | 17/02/1968        | 1994-1999  | 103 (0)           | 8    | 1      | 0      |
| Sergej Kovalenko   | Ukraine                          | Attaquant         | 10/05/1984        | 2007-2008  | 8 (8)             | 0    | 1      | 0      |
| Paul Kpaka         | Sierra Leone                     | Attaquant         | 7/08/1981         | 2006-2008  | 58 (58)           | 8    | 3      | 0      |
| Štěpán Kučera      | République tchèque               | Défenseur         | 6/11/1984         | 2009-2010  | 19 (19)           | 0    | 4      | 1      |

## L
| Joueur             | Nationalité | Position          | Date de naissance | Période(s)           | Matches (dont D1) | Buts | Jaunes | Rouges |
| ------------------ | ----------- | ----------------- | ----------------- | -------------------- | ----------------- | ---- | ------ | ------ |
| Regis Lacroix      | Belgique    | ?                 | 18/10/1987        | 2006-2007            | 0 (0)             | 0    | 0      | 0      |
| Jean-Claude Lagrou | Belgique    | ?                 | 1/08/1970         | 1995-1997, 1998-1999 | 88 (0)            | 5    | 6      | 1      |
| Patrick Lagrou     | Belgique    | ?                 | 3/08/1955         | 1979-1985            | 0 (0)             | 0    | 0      | 0      |
| James Lahousse     | Belgique    | ?                 | 9/11/1982         | 1999-2007            | 122 (47)          | 4    | 12     | 1      |
| Antoon Lambrecht   | Belgique    | ?                 | 3/08/1939         | 1959-1960            | 11 (0)            | 3    | 0      | 0      |
| Daren Lancaster    | Belgique    | ?                 | 22/12/1967        | 1987-1988            | 0 (0)             | 0    | 0      | 0      |
| Abdelhakim Laref   | Belgique    | ?                 | 12/01/1985        | 2005-2006            | 0 (0)             | 0    | 0      | 0      |
| Dirk Laruweere     | Belgique    | ?                 | 18/03/1958        | 1985-1986            | 0 (0)             | 0    | 0      | 0      |
| Christophe Lauwers | Belgique    | Attaquant         | 17/09/1972        | 2004-2006            | 38 (13)           | 11   | 2      | 0      |
| Samuel Haim Lavan  | Belgique    | ?                 | 21/01/1982        | 2003-2005            | 49 (0)            | 6    | 7      | 1      |
| Mladen Lazarević   | Serbie      | Défenseur         | 16/01/1984        | 2008-2009            | 14 (14)           | 1    | 2      | 0      |
| Marc Le Part       | Belgique    | ?                 | 14/10/1982        | 2003-2005            | 1 (0)             | 0    | 0      | 0      |
| Alexandre Lecomte  | Belgique    | ?                 | 22/06/1980        | 2002-2003            | 17 (0)            | 4    | 3      | 0      |
| Gilles Lentz       | Belgique    | Gardien de but    | 1/02/1992         | 2012-...             | 0 (0)             | 0    | 0      | 0      |
| Piet Logie         | Belgique    | ?                 | 18/01/1970        | 1989-1991            | 0 (0)             | 0    | 0      | 0      |
| Birger Longueville | Belgique    | Défenseur         | 23/01/1991        | 2011-2013            | 9 (0)             | 0    | 1      | 0      |
| Thierry Lootens    | Belgique    | ?                 | 24/04/1966        | 1989-1991            | 22 (0)            | 0    | 3      | 0      |
| Stefaan Lowagie    | Belgique    | ?                 | 16/08/1976        | 1994-1998            | 24 (0)            | 1    | 2      | 0      |
| Benjamin Lutun     | Belgique    | Milieu de terrain | 2/06/1987         | 2007-...             | 64 (32)           | 3    | 14     | 0      |

## M
| Joueur               | Nationalité                      | Position          | Date de naissance | Période(s) | Matches (dont D1) | Buts | Jaunes | Rouges |
| -------------------- | -------------------------------- | ----------------- | ----------------- | ---------- | ----------------- | ---- | ------ | ------ |
| Sherjill MacDonald   | Belgique                         | ?                 | 20/11/1984        | 2008-2009  | 16 (16)           | 6    | 2      | 0      |
| Bart Maes            | Belgique                         | ?                 | 28/11/1963        | 1985-1986  | 0 (0)             | 0    | 0      | 0      |
| Piet Maes            | Belgique                         | ?                 | 19/07/1976        | 2004-2005  | 5 (0)             | 0    | 0      | 0      |
| Chokri Mahdi         | Belgique                         | ?                 | 25/04/1964        | 1984-1985  | 0 (0)             | 0    | 0      | 0      |
| Roland Mahieu        | Belgique                         | ?                 | 28/09/1946        | 1974-1976  | 0 (0)             | 0    | 0      | 0      |
| Sanharib Malki Sabah | Syrie                            | Attaquant         | 1/03/1984         | 2005-2007  | 28 (28)           | 7    | 0      | 1      |
| Csaba Maté           | Hongrie                          | ?                 | 23/10/1969        | 1997-2000  | 93 (0)            | 30   | 7      | 0      |
| Tamsir M'Bodj        | Belgique                         | ?                 | 20/12/1972        | 1993-1995  | 31 (0)            | 1    | 2      | 0      |
| Ngalula Mbuyi        | République démocratique du Congo | Milieu de terrain | 1/06/1982         | 2007-2008  | 5 (5)             | 0    | 0      | 0      |
| Luc Messelis         | Belgique                         | ?                 | 26/05/1956        | 1977-1979  | 0 (0)             | 0    | 0      | 0      |
| Damir Mirvić         | Bosnie-Herzégovine               | Défenseur         | 30/11/1982        | 2007-2011  | 123 (90)          | 5    | 17     | 2      |
| Dragan Mitic         | Belgique                         | ?                 | 16/09/1972        | 1999-2000  | 6 (0)             | 0    | 0      | 0      |
| Bernard Moerman      | Belgique                         | ?                 | 2/05/1958         | 1982-1983  | 0 (0)             | 0    | 0      | 0      |
| Windy Moerman        | Belgique                         | ?                 | 10/05/1978        | 1995-1998  | 27 (0)            | 0    | 1      | 0      |
| Eddy Mondy           | Belgique                         | ?                 | 17/01/1955        | 1979-1983  | 0 (0)             | 0    | 0      | 0      |
| Martijn Monteyne     | Belgique                         | Défenseur         | 12/11/1984        | 2001-2007  | 179 (62)          | 2    | 14     | 1      |
| Pieterjan Monteyne   | Belgique                         | Défenseur         | 1/01/1983         | 1999-2001  | 30 (0)            | 0    | 3      | 1      |
| Godfried Moortgat    | Belgique                         | ?                 | 22/08/1961        | 1982-1995  | 58 (0)            | 5    | 0      | 0      |
| Jimmy Mulisa         | Belgique                         | ?                 | 24/04/1984        | 2008-2010  | 14 (14)           | 1    | 1      | 0      |
| Kasangala Musampa    | Belgique                         | ?                 | 19/10/1971        | 1992-1994  | 45 (0)            | 9    | 5      | 0      |

## N
| Joueur            | Nationalité | Position  | Date de naissance | Période(s) | Matches (dont D1) | Buts | Jaunes | Rouges |
| ----------------- | ----------- | --------- | ----------------- | ---------- | ----------------- | ---- | ------ | ------ |
| Luc Noë           | Belgique    | ?         | 21/02/1957        | 1980-1984  | 0 (0)             | 0    | 0      | 0      |
| Stefan Nikolić    | Monténégro  | Attaquant | 16/04/1990        | 2009-2010  | 21 (21)           | 2    | 5      | 0      |
| Marc Nonkel       | Belgique    | ?         | 9/04/1955         | 1977-1978  | 0 (0)             | 0    | 0      | 0      |
| Jens Noppe        | Belgique    | ?         | 18/05/1985        | 2001-2004  | 7 (0)             | 0    | 0      | 0      |
| Abdelaziz Nouhass | Belgique    | Attaquant | 29/09/1974        | 2001-2005  | 97 (0)            | 34   | 10     | 0      |
| Giovanni Nowe     | Belgique    | ?         | 30/12/1969        | 1986-1994  | 0 (0)             | 0    | 0      | 0      |
| Rik Nowe          | Belgique    | ?         | ?                 | 1978-1979  | 0 (0)             | 0    | 0      | 0      |
| Gregory Nuyttens  | Belgique    | ?         | 1/08/1979         | 2001-2003  | 24 (0)            | 1    | 2      | 0      |

## O
| Joueur              | Nationalité | Position          | Date de naissance | Période(s) | Matches (dont D1) | Buts | Jaunes | Rouges |
| ------------------- | ----------- | ----------------- | ----------------- | ---------- | ----------------- | ---- | ------ | ------ |
| Lloyd Anthony Obi   | Belgique    | ?                 | 15/09/1965        | 1993-1994  | 30 (0)            | 7    | 0      | 0      |
| Charles Okonedo     | Nigeria     | Défenseur         | 10/02/1977        | 1999-2001  | 58 (0)            | 5    | 12     | 1      |
| Azubuike Oliseh     | Nigeria     | Défenseur         | 18/11/1978        | 2007-2009  | 41 (41)           | 2    | 8      | 1      |
| Johan Olivier       | Belgique    | ?                 | 30/07/1965        | 1986-1987  | 0 (0)             | 0    | 0      | 0      |
| Ringo Olivier       | Belgique    | ?                 | 17/12/1968        | 1987-1988  | 0 (0)             | 0    | 0      | 0      |
| Kevin Oris          | Belgique    | Attaquant         | 6/12/1984         | 2006-2007  | 17 (17)           | 2    | 1      | 0      |
| Olivier Orlans      | Belgique    | Milieu de terrain | 2/09/1980         | 2003-2005  | 50 (0)            | 2    | 1      | 0      |
| Richard Orlans      | Belgique    | Milieu de terrain | 6/10/1931         | 1964-1965  | 0 (0)             | 0    | 0      | 0      |
| William Osei Berkoe | Belgique    | ?                 | 27/12/1974        | 1996-1997  | 25 (0)            | 1    | 2      | 0      |
| Sekou Ouattara      | Belgique    | ?                 | 19/03/1986        | 2008-2009  | 21 (21)           | 2    | 1      | 0      |
| Davy Oyen           | Belgique    | Défenseur         | 17/07/1975        | 2006-2008  | 31 (31)           | 4    | 7      | 0      |

## P
| Joueur                 | Nationalité | Position          | Date de naissance | Période(s)           | Matches (dont D1) | Buts | Jaunes | Rouges |
| ---------------------- | ----------- | ----------------- | ----------------- | -------------------- | ----------------- | ---- | ------ | ------ |
| Yanis Papassarantis    | Belgique    | Milieu de terrain | 12/03/1988        | 2008-2009            | 7 (7)             | 0    | 1      | 1      |
| Angelo Paravizzini     | Belgique    | ?                 | 6/08/1980         | 2000-2002            | 10 (0)            | 0    | 1      | 0      |
| Jean-Marie Paternoster | Belgique    | ?                 | 14/04/1958        | 1979-1980            | 0 (0)             | 0    | 0      | 0      |
| Etienne Peel           | Belgique    | ?                 | 29/09/1956        | 1977-1988            | 0 (0)             | 0    | 0      | 0      |
| Geert Peel             | Belgique    | ?                 | 12/05/1955        | 1980-1981            | 0 (0)             | 0    | 0      | 0      |
| Gert Peelman           | Belgique    | Attaquant         | 26/08/1975        | 1997-1999, 2001-2002 | 107 (0)           | 75   | 6      | 0      |
| Rocky Peeters          | Belgique    | ?                 | 18/08/1979        | 2004-2006            | 41 (16)           | 7    | 6      | 0      |
| Tom Peeters            | Belgique    | Milieu de terrain | 25/09/1978        | 2006-2007            | 28 (28)           | 1    | 2      | 0      |
| Ivan Perišić           | Croatie     | Milieu de terrain | 2/02/1989         | 2008-2009            | 17 (17)           | 5    | 3      | 0      |
| Benoit Picault         | Belgique    | ?                 | 10/08/1980        | 2002-2003            | 7 (0)             | 0    | 0      | 0      |
| Erik Pinson            | Belgique    | Défenseur         | 29/04/1964        | 1984-1988            | 0 (0)             | 0    | 0      | 0      |
| Robert Poelvoorde      | Belgique    | ?                 | 22/07/1920        | 1946-1948            | 0 (0)             | 0    | 0      | 0      |
| Matthias Predojevic    | Belgique    | ?                 | 14/11/1976        | 1999-2000            | 1 (0)             | 0    | 0      | 0      |
| Nick Prinsier          | Belgique    | ?                 | 8/12/1979         | 1999-2003            | 75 (0)            | 2    | 11     | 1      |
| Vincent Provoost       | Belgique    | Milieu de terrain | 7/02/1984         | 2008-2011            | 85 (60)           | 2    | 12     | 0      |
| Anduele Pryor          | Belgique    | ?                 | 26/04/1985        | 2009-2010            | 5 (5)             | 0    | 0      | 0      |

## R
| Joueur              | Nationalité | Position          | Date de naissance | Période(s) | Matches (dont D1) | Buts | Jaunes | Rouges |
| ------------------- | ----------- | ----------------- | ----------------- | ---------- | ----------------- | ---- | ------ | ------ |
| Tom Raes            | Belgique    | ?                 | 8/01/1988         | 2005-2008  | 2 (2)             | 0    | 0      | 0      |
| Jürgen Raeymaeckers | Belgique    | Attaquant         | 3/05/1985         | 2006-2007  | 7 (7)             | 1    | 1      | 0      |
| Dirk Ranson         | Belgique    | ?                 | 6/04/1955         | 1983-1984  | 0 (0)             | 0    | 0      | 0      |
| Willy Renier        | Belgique    | ?                 | 30/01/1936        | 1954-1960  | 25 (0)            | 12   | 0      | 0      |
| Hendrik Reynaert    | Belgique    | ?                 | 2/10/1981         | 2001-2002  | 13 (0)            | 2    | 0      | 0      |
| Keevin Reyns        | Belgique    | Attaquant         | 2/06/1973         | 1998-1999  | 14 (0)            | 1    | 1      | 0      |
| Patrick Roelens     | Belgique    | ?                 | 28/08/1968        | 1988-1990  | 0 (0)             | 0    | 0      | 0      |
| Henk Roose          | Belgique    | ?                 | 17/08/1970        | 1990-1991  | 9 (0)             | 0    | 1      | 0      |
| Dominik Rosseel     | Belgique    | ?                 | 18/08/1981        | 2004-2005  | 8 (0)             | 1    | 0      | 0      |
| Nikita Rukavytsya   | Australie   | Milieu de terrain | 22/06/1987        | 2009-2010  | 9 (9)             | 4    | 0      | 0      |

## S
| Joueur               | Nationalité    | Position          | Date de naissance | Période(s) | Matches (dont D1) | Buts | Jaunes | Rouges |
| -------------------- | -------------- | ----------------- | ----------------- | ---------- | ----------------- | ---- | ------ | ------ |
| Frank Samyn          | Belgique       | ?                 | 19/03/1974        | 1991-1993  | 0 (0)             | 0    | 0      | 0      |
| Peter Santens        | Belgique       | ?                 | 26/10/1974        | 1992-1993  | 1 (0)             | 0    | 0      | 0      |
| Fanny Schamp         | Belgique       | ?                 | 13/09/1972        | 1994-1995  | 27 (0)            | 0    | 3      | 0      |
| Francky Sclabi       | Belgique       | ?                 | 26/02/1958        | 1977-1981  | 0 (0)             | 0    | 0      | 0      |
| Bernard Seaux        | Belgique       | ?                 | 16/09/1953        | 1975-1979  | 0 (0)             | 0    | 0      | 0      |
| Papa Ibrahima Sene   | Belgique       | ?                 | 13/12/1990        | 2011-...   | 32 (0)            | 8    | 3      | 1      |
| Sergiy Serebrennikov | Ukraine        | Milieu de terrain | 1/09/1976         | 2011-...   | 31 (0)            | 0    | 8      | 0      |
| Alassane Serme       | Belgique       | ?                 | 29/07/1994        | 2012-...   | 0 (0)             | 0    | 0      | 0      |
| Sven Seurynck        | Belgique       | ?                 | 20/06/1968        | 1992-1993  | 0 (0)             | 0    | 0      | 0      |
| Eddy Shamavu         | Belgique       | ?                 | 31/08/1990        | 2010-2011  | 0 (0)             | 0    | 0      | 0      |
| Gela Shekiladze      | Belgique       | ?                 | 14/09/1970        | 2002-2003  | 25 (0)            | 0    | 2      | 0      |
| Jurgen Sierens       | Belgique       | ?                 | 10/04/1976        | 2003-2010  | 203 (139)         | 0    | 15     | 2      |
| Johan Sinnaeve       | Belgique       | ?                 | 19/08/1967        | 1985-1986  | 0 (0)             | 0    | 0      | 0      |
| Björn Smits          | Belgique       | Défenseur         | 28/07/1975        | 2005-2009  | 65 (65)           | 7    | 8      | 0      |
| Felipe Soares        | Brésil         | Défenseur         | 22/07/1985        | 2007-2009  | 22 (22)           | 0    | 4      | 0      |
| Xavier Soens         | Belgique       | ?                 | 28/05/1970        | 1995-1997  | 48 (0)            | 21   | 1      | 0      |
| Cleber Sonda         | Belgique       | ?                 | 29/04/1991        | 2010-2011  | 24 (0)            | 1    | 5      | 0      |
| Abdoulaye Soumare    | France         | Attaquant         | 7/11/1980         | 2005-2007  | 25 (15)           | 2    | 2      | 0      |
| Adnan Spago          | Belgique       | ?                 | 10/08/1980        | 1999-2000  | 4 (0)             | 0    | 0      | 0      |
| Eric Standaert       | Belgique       | ?                 | 29/03/1965        | 1986-1987  | 0 (0)             | 0    | 0      | 0      |
| Johan Sterckx        | Belgique       | ?                 | 16/04/1957        | 1983-1984  | 0 (0)             | 0    | 0      | 0      |
| Branko Stojanovic    | RF Yougoslavie | Attaquant         | 14/02/1969        | 1999-2001  | 61 (0)            | 14   | 5      | 1      |
| Jovan Stojanovic     | Belgique       | ?                 | 21/04/1992        | 2010-2011  | 11 (0)            | 1    | 3      | 0      |
| Andy Strong          | Belgique       | ?                 | 17/09/1966        | 1989-1990  | 0 (0)             | 0    | 0      | 0      |
| Sidney Sumter        | Belgique       | ?                 | 4/05/1952         | 1980-1988  | 0 (0)             | 0    | 0      | 0      |

## T
| Joueur               | Nationalité | Position          | Date de naissance | Période(s) | Matches (dont D1) | Buts | Jaunes | Rouges |
| -------------------- | ----------- | ----------------- | ----------------- | ---------- | ----------------- | ---- | ------ | ------ |
| Stijn Taillieu       | Belgique    | ?                 | 9/06/1983         | 2001-2004  | 22 (0)            | 1    | 0      | 0      |
| Patrick Tanghe       | Belgique    | ?                 | 20/11/1966        | 1987-1988  | 0 (0)             | 0    | 0      | 0      |
| Stefaan Tanghe       | Belgique    | Milieu de terrain | 15/01/1972        | 2007-2010  | 68 (68)           | 5    | 11     | 0      |
| Arturo Ten Heuvel    | Belgique    | ?                 | 20/12/1978        | 2008-2011  | 19 (19)           | 1    | 3      | 0      |
| Daniel Ternest       | Belgique    | ?                 | 1/04/1992         | 2011-...   | 1 (0)             | 0    | 0      | 0      |
| Michel Ternest       | Belgique    | ?                 | 6/08/1991         | 2007-2012  | 3 (3)             | 0    | 0      | 0      |
| Rik Theetaert        | Belgique    | ?                 | 25/02/1958        | 1981-1987  | 0 (0)             | 0    | 0      | 0      |
| Norbert Theuninck    | Belgique    | ?                 | 30/09/1956        | 1979-1980  | 0 (0)             | 0    | 0      | 0      |
| Ibrahima Thiam-Iyane | Belgique    | ?                 | 20/08/1981        | 2010-2011  | 1 (0)             | 0    | 0      | 0      |
| Kenny Thompson       | Belgique    | Défenseur         | 26/04/1985        | 2007-2008  | 30 (30)           | 5    | 9      | 0      |
| Ode Thompson         | Nigeria     | Attaquant         | 8/11/1980         | 2008-2009  | 14 (14)           | 1    | 2      | 0      |
| Alexandre Tokpa      | Belgique    | ?                 | 16/11/1985        | 2008-2009  | 3 (3)             | 0    | 0      | 0      |
| Dick Tomme           | Belgique    | ?                 | 7/02/1962         | 1988-1991  | 23 (0)            | 1    | 1      | 0      |
| Bertin Tomou         | Cameroun    | Attaquant         | 8/08/1978         | 2009-2010  | 9 (9)             | 1    | 2      | 0      |
| Jany Torreele        | Belgique    | ?                 | 5/07/1965         | 1984-1989  | 0 (0)             | 0    | 0      | 0      |
| Thomas Troch         | Belgique    | ?                 | 24/08/1981        | 2003-2009  | 23 (2)            | 2    | 2      | 0      |
| Bart Tyvaert         | Belgique    | ?                 | 18/08/1969        | 1989-1996  | 131 (0)           | 34   | 12     | 3      |

## U
| Joueur           | Nationalité | Position | Date de naissance | Période(s) | Matches (dont D1) | Buts | Jaunes | Rouges |
| ---------------- | ----------- | -------- | ----------------- | ---------- | ----------------- | ---- | ------ | ------ |
| Bozidar Urosevic | Belgique    | ?        | 9/02/1975         | 1999-2000  | 6 (0)             | 0    | 1      | 0      |
| Andrew Uwe       | Belgique    | ?        | 12/10/1967        | 1990-1993  | 31 (0)            | 3    | 6      | 0      |

## V
| Joueur                  | Nationalité | Position          | Date de naissance | Période(s)           | Matches (dont D1) | Buts | Jaunes | Rouges |
| ----------------------- | ----------- | ----------------- | ----------------- | -------------------- | ----------------- | ---- | ------ | ------ |
| Daan Vaesen             | Belgique    | ?                 | 11/07/1981        | 2005-2008            | 91 (91)           | 7    | 10     | 4      |
| Bjorn Van Daele         | Belgique    | ?                 | 15/09/1980        | 1999-2001            | 10 (0)            | 0    | 1      | 0      |
| Soren Van De Moortele   | Belgique    | ?                 | 11/07/1987        | 2011-2012            | 21 (0)            | 0    | 0      | 0      |
| Jan Van De Pitte        | Belgique    | ?                 | ?                 | 1964-1967            | 0 (0)             | 0    | 0      | 0      |
| Omer Van De Pitte       | Belgique    | ?                 | 16/11/1939        | 1958-1965            | 29 (0)            | 0    | 0      | 0      |
| Tibo Van De Velde       | Belgique    | ?                 | 5/12/1993         | 2010-2012            | 30 (0)            | 1    | 1      | 0      |
| Didier Van Den Berghe   | Belgique    | ?                 | 28/11/1963        | 1983-2000            | 154 (0)           | 1    | 10     | 0      |
| Antoon Van Eeckhout     | Belgique    | ?                 | 27/12/1934        | 1953-1960            | 23 (0)            | 22   | 0      | 0      |
| Arne Van Elslander      | Belgique    | ?                 | 26/01/1992        | 2011-2012            | 0 (0)             | 0    | 0      | 0      |
| Kevin Van Engelandt     | Belgique    | ?                 | 7/02/1984         | 2001-2004            | 44 (0)            | 4    | 4      | 0      |
| Gunter Van Handenhoven  | Belgique    | Milieu de terrain | 16/12/1978        | 2008-2009            | 10 (10)           | 0    | 2      | 0      |
| Joachim Van Holm        | Belgique    | ?                 | 4/09/1979         | 2000-2001            | 17 (0)            | 0    | 1      | 0      |
| Franky Van Hove         | Belgique    | ?                 | 20/03/1957        | 1979-1983            | 0 (0)             | 0    | 0      | 0      |
| David Van Hoyweghen     | Belgique    | ?                 | 20/03/1976        | 2007-2008            | 4 (4)             | 0    | 0      | 0      |
| Patrick Van Insberghe   | Belgique    | ?                 | 20/09/1967        | 1986-1989            | 0 (0)             | 0    | 0      | 0      |
| Gerard Van Iseghem      | Belgique    | ?                 | 1/02/1926         | 1959-1960            | 30 (0)            | 0    | 0      | 0      |
| Sergio Van Kanten       | Belgique    | ?                 | 2/07/1984         | 2005-2006            | 1 (1)             | 0    | 0      | 0      |
| Marc Van Lancker        | Belgique    | Milieu de terrain | 17/09/1952        | 1978-1979            | 0 (0)             | 0    | 0      | 0      |
| Anthony Van Loo         | Belgique    | ?                 | 5/10/1988         | 2006-2010            | 63 (63)           | 0    | 13     | 2      |
| Lucas Van Moerkerke     | Belgique    | ?                 | 24/02/1939        | 1957-1970            | 29 (0)            | 19   | 0      | 0      |
| Jean-Marie Van Poucke   | Belgique    | ?                 | 15/08/1957        | 1986-1988            | 0 (0)             | 0    | 0      | 0      |
| Johan Van Rijssel       | Belgique    | ?                 | 24/04/1959        | 1984-1986            | 0 (0)             | 0    | 0      | 0      |
| Lander Van Steenbrugghe | Belgique    | ?                 | 27/11/1986        | 2010-2011            | 25 (0)            | 0    | 5      | 0      |
| Christophe Vandamme     | Belgique    | ?                 | 4/08/1979         | 1999-2000            | 8 (0)             | 0    | 0      | 0      |
| Jamaique Vandamme       | Belgique    | Milieu de terrain | 1/08/1985         | 2004-2006            | 38 (30)           | 5    | 3      | 0      |
| Jurgen Vandecandelaere  | Belgique    | ?                 | 10/08/1977        | 1996-1997            | 0 (0)             | 0    | 0      | 0      |
| Eddy Vandecapelle       | Belgique    | ?                 | ?                 | 1966-1967            | 0 (0)             | 0    | 0      | 0      |
| Victor Vandecappelle    | Belgique    | ?                 | 22/03/1936        | 1957-1960            | 21 (0)            | 0    | 0      | 0      |
| Mario Vandecaveye       | Belgique    | ?                 | 10/06/1965        | 1985-1986            | 0 (0)             | 0    | 0      | 0      |
| Filip Vanden Broucke    | Belgique    | ?                 | ?                 | 1983-1984            | 0 (0)             | 0    | 0      | 0      |
| Yves Vandenabeele       | Belgique    | ?                 | 13/09/1980        | 1998-1999            | 1 (0)             | 0    | 0      | 0      |
| Jean-Yves Vandenberghe  | Belgique    | ?                 | 13/07/1962        | 1982-1984            | 0 (0)             | 0    | 0      | 0      |
| Franky Vandenbroucke    | Belgique    | ?                 | 29/03/1962        | 1996-1997            | 24 (0)            | 0    | 1      | 1      |
| Bram Vandenbussche      | Belgique    | Défenseur         | 1/02/1981         | 2009-...             | 78 (18)           | 6    | 22     | 3      |
| Geert Vandenbussche     | Belgique    | ?                 | 7/09/1959         | 1982-1983            | 0 (0)             | 0    | 0      | 0      |
| Koen Vandeneynde        | Belgique    | ?                 | 2/07/1968         | 1985-1988            | 0 (0)             | 0    | 0      | 0      |
| Danny Vandenhende       | Belgique    | ?                 | 12/09/1959        | 1978-1980            | 0 (0)             | 0    | 0      | 0      |
| Tom Vandenhende         | Belgique    | ?                 | 17/03/1965        | 1983-1985            | 0 (0)             | 0    | 0      | 0      |
| Frederik Vanderbiest    | Belgique    | ?                 | 10/10/1977        | 2001-2008            | 200 (78)          | 14   | 39     | 4      |
| Yves Vanderhaeghe       | Belgique    | Milieu de terrain | 30/01/1970        | 2006-2008            | 15 (15)           | 0    | 3      | 0      |
| Miguel Vanderheeren     | Belgique    | ?                 | 18/01/1993        | 2011-...             | 0 (0)             | 0    | 0      | 0      |
| Stéphane Vanderheyden   | Belgique    | ?                 | 8/04/1972         | 2001-2003            | 54 (0)            | 4    | 3      | 0      |
| Walter Vandewaetere     | Belgique    | ?                 | 2/01/1943         | 1966-1968            | 19 (0)            | 1    | 0      | 0      |
| Luc Vandewalle          | Belgique    | ?                 | 30/11/1954        | 1979-1983            | 0 (0)             | 0    | 0      | 0      |
| Yannick Vandromme       | Belgique    | ?                 | 14/02/1970        | 1987-1990            | 0 (0)             | 0    | 0      | 0      |
| Patrick Vanhaverbeke    | Belgique    | ?                 | 28/05/1959        | 1984-1986            | 0 (0)             | 12   | 0      | 0      |
| Lieven Vanhecke         | Belgique    | ?                 | 16/08/1973        | 1993-1998            | 74 (0)            | 1    | 10     | 0      |
| Marcel Vanhecke         | Belgique    | ?                 | 12/07/1939        | 1958-1960            | 7 (0)             | 3    | 0      | 0      |
| Francis Vanhee          | Belgique    | ?                 | 12/10/1969        | 1995-1996            | 28 (0)            | 3    | 1      | 0      |
| Arne Vanneste           | Belgique    | Milieu de terrain | 16/01/1989        | 2009-2010            | 0 (0)             | 0    | 0      | 0      |
| Valeer Vannieuwenhuyse  | Belgique    | ?                 | 19/01/1931        | 1949-1960            | 16 (0)            | 1    | 0      | 0      |
| Medard Vansteenkiste    | Belgique    | ?                 | 25/10/1917        | 1945-1949            | 0 (0)             | 0    | 0      | 0      |
| Luc Vanthomme           | Belgique    | ?                 | 26/12/1956        | 1980-1981            | 0 (0)             | 0    | 0      | 0      |
| Jeroen Vanthournout     | Belgique    | ?                 | 29/06/1989        | 2007-2011            | 33 (15)           | 2    | 5      | 0      |
| Kurt Vantorre           | Belgique    | Attaquant         | 18/12/1972        | 1994-1995            | 29 (0)            | 8    | 0      | 0      |
| Luc Vanwalleghem        | Belgique    | ?                 | 8/03/1961         | 1988-1991            | 1 (0)             | 0    | 0      | 0      |
| Mathias Velghe          | Belgique    | ?                 | 12/09/1985        | 2006-2007            | 4 (4)             | 0    | 0      | 0      |
| Brecht Verbrugghe       | Belgique    | ?                 | 29/04/1982        | 1998-2000            | 27 (0)            | 1    | 3      | 0      |
| Marnix Verbrugghe       | Belgique    | ?                 | 3/05/1971         | 1988-1989            | 0 (0)             | 0    | 0      | 0      |
| Ludo Vercaigne          | Belgique    | ?                 | 2/01/1958         | 1982-1983            | 0 (0)             | 0    | 0      | 0      |
| Kurt Vercamp            | Belgique    | ?                 | 10/03/1968        | 1986-1998, 1999-2000 | 214 (0)           | 12   | 31     | 2      |
| Ruffino Vercauteren     | Belgique    | ?                 | 22/12/1982        | 2001-2002            | 0 (0)             | 0    | 0      | 0      |
| Peter Verdegem          | Belgique    | ?                 | 14/01/1962        | 1989-1990            | 0 (0)             | 0    | 0      | 0      |
| Janny Verfaille         | Belgique    | ?                 | 27/11/1973        | 1991-1997            | 33 (0)            | 0    | 0      | 0      |
| Dimitri Verfaillie      | Belgique    | ?                 | 9/08/1983         | 2001-2003            | 3 (0)             | 0    | 0      | 0      |
| Stijn Vergeylen         | Belgique    | ?                 | 11/02/1980        | 2000-2001            | 3 (0)             | 0    | 1      | 0      |
| Nico Verheyen           | Belgique    | ?                 | 10/07/1973        | 1997-1999            | 48 (0)            | 5    | 10     | 0      |
| Jeffrey Verhoeven       | Belgique    | ?                 | 12/07/1974        | 2002-2006            | 65 (0)            | 9    | 15     | 1      |
| Dimitri Verhulst        | Belgique    | ?                 | 9/06/1983         | 2010-...             | 37 (0)            | 0    | 3      | 0      |
| Johan Verhulst          | Belgique    | ?                 | 18/05/1963        | 1986-1988            | 0 (0)             | 0    | 0      | 0      |
| Lieven Verkindere       | Belgique    | ?                 | 2/02/1970         | 1990-1999            | 181 (0)           | 18   | 13     | 1      |
| Chris Verlinde          | Belgique    | ?                 | 7/01/1972         | 1990-1993            | 8 (0)             | 0    | 1      | 0      |
| Charles Vernimme        | Belgique    | ?                 | 13/08/1908        | 1931-1932            | 0 (0)             | 0    | 0      | 0      |
| Dirk Verschaeren        | Belgique    | ?                 | 12/02/1965        | 1988-1992            | 56 (0)            | 25   | 2      | 1      |
| Angelo Verschelde       | Belgique    | ?                 | 4/10/1963         | 1982-1983            | 0 (0)             | 0    | 0      | 0      |
| Piet Verschelde         | Belgique    | Attaquant         | 3/11/1964         | 1987-1989            | 0 (0)             | 35   | 0      | 0      |
| Raymond Verstraete      | Belgique    | ?                 | 17/04/1931        | 1956-1960            | 15 (0)            | 7    | 0      | 0      |
| Fabrice Vervacke        | Belgique    | ?                 | 10/08/1973        | 1998-2000            | 54 (0)            | 0    | 0      | 0      |
| Bas Vervaeke            | Belgique    | Milieu de terrain | 13/11/1981        | 2002-2006            | 84 (8)            | 7    | 4      | 1      |
| Koen Vervaeke           | Belgique    | ?                 | 8/09/1973         | 1990-1994            | 40 (0)            | 2    | 3      | 0      |
| Olivier Vervaeke        | Belgique    | ?                 | 16/01/1979        | 1998-2000            | 5 (0)             | 0    | 0      | 0      |
| Marcel Vets             | Belgique    | ?                 | 24/04/1935        | 1964-1967            | 0 (0)             | 0    | 0      | 0      |
| Bjarni Vidarsson        | Belgique    | ?                 | 5/03/1988         | 2009-2010            | 23 (23)           | 6    | 2      | 2      |
| Daniel Vinckier         | Belgique    | ?                 | 30/04/1938        | 1956-1960            | 30 (0)            | 2    | 0      | 0      |
| Bart Vlaeminck          | Belgique    | Milieu de terrain | 29/05/1984        | 2005-2006            | 1 (1)             | 0    | 1      | 0      |
| Kenneth Vonck           | Belgique    | ?                 | 19/11/1987        | 2006-2009            | 0 (0)             | 0    | 0      | 0      |
| Masis Voskanian         | Arménie     | Milieu de terrain | 11/07/1990        | 2010-...             | 43 (0)            | 0    | 9      | 0      |
| Bjorn Vroman            | Belgique    | Gardien de but    | 6/06/1978         | 1999-2001            | 1 (0)             | 0    | 0      | 0      |
| Tony Vroman             | Belgique    | ?                 | 30/10/1968        | 1986-1987            | 0 (0)             | 0    | 0      | 0      |
| Geert Vuylsteke         | Belgique    | ?                 | 23/01/1965        | 1984-1988            | 0 (0)             | 0    | 0      | 0      |

## W
| Joueur          | Nationalité | Position  | Date de naissance | Période(s) | Matches (dont D1) | Buts | Jaunes | Rouges |
| --------------- | ----------- | --------- | ----------------- | ---------- | ----------------- | ---- | ------ | ------ |
| Adam Wallace    | Belgique    | ?         | 22/09/1981        | 2003-2005  | 39 (0)            | 4    | 3      | 0      |
| Bart Wallaeys   | Belgique    | ?         | 25/04/1956        | 1978-1979  | 0 (0)             | 0    | 0      | 0      |
| Mario Walravens | Belgique    | ?         | 22/07/1976        | 2000-2001  | 33 (0)            | 5    | 3      | 0      |
| Simon Wantiez   | Belgique    | ?         | 24/09/1992        | 2012-...   | 0 (0)             | 0    | 0      | 0      |
| Danny Wheatley  | Belgique    | ?         | 7/11/1960         | 1989-1991  | 2 (0)             | 1    | 0      | 0      |
| Kris Windels    | Belgique    | Attaquant | 9/08/1971         | 1994-1997  | 69 (0)            | 37   | 5      | 1      |
| Steve Windels   | Belgique    | ?         | 2/05/1978         | 1996-1997  | 0 (0)             | 0    | 0      | 0      |
| Bart Winnock    | Belgique    | ?         | 16/03/1990        | 2009-2010  | 0 (0)             | 0    | 0      | 0      |

## Y
| Joueur         | Nationalité | Position | Date de naissance | Période(s) | Matches (dont D1) | Buts | Jaunes | Rouges |
| -------------- | ----------- | -------- | ----------------- | ---------- | ----------------- | ---- | ------ | ------ |
| Rachide Yachou | Belgique    | ?        | 17/05/1975        | 2001-2002  | 18 (0)            | 1    | 1      | 0      |
| Steev Yousfi   | Belgique    | ?        | 11/03/1974        | 1998-2000  | 57 (0)            | 14   | 16     | 1      |

## Z
| Joueur                | Nationalité | Position | Date de naissance | Période(s) | Matches (dont D1) | Buts | Jaunes | Rouges |
| --------------------- | ----------- | -------- | ----------------- | ---------- | ----------------- | ---- | ------ | ------ |
| Leandro Zorbo         | Belgique    | ?        | 1/06/1993         | 2010-...   | 10 (0)            | 0    | 1      | 0      |
| Jean-Pierre Zutterman | Belgique    | ?        | 10/06/1955        | 1982-1985  | 0 (0)             | 0    | 0      | 0      |

### Sources
- (nl) « Liste des joueurs du club », sur Belgian Soccer Database (SK Roulers)
- (nl) « Liste des joueurs du club », sur Belgian Soccer Database (KSV Roulers)